# Eupithecia pantellata
Eupithecia pantellata is een vlinder uit de familie spanners (Geometridae). De wetenschappelijke naam is voor het eerst geldig gepubliceerd in 1875 door Millière.
De soort komt voor in Europa.